# 懷特斯通伐木營 (阿拉斯加州)
懷特斯通伐木營（英語：Whitestone Logging Camp）是位於美國阿拉斯加州胡納-安貢人口普查區的一個非建制地區和人口普查指定地區。根據2010年美國人口普查，該地共人口17人，而該地的面積約為28.40平方千米。

## 地理
懷特斯通伐木營的座標為58°05′07″N 135°26′54″W / 58.08528°N 135.44833°W，而該地的平均海拔高度為84米（即276英尺）。